# Oscar Förtsch

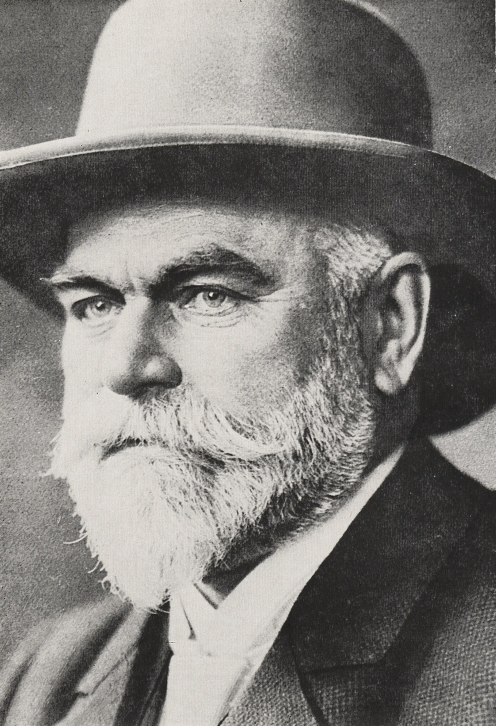
Oscar Förtsch

Otto Karl Oscar Förtsch (auch Oskar Förtsch; * 18. Februar 1840 in Naumburg (Saale); † 22. Oktober 1905 in Halle (Saale)) war ein deutscher Offizier und Prähistoriker.

## Leben
Oscar Förtsch wurde in Naumburg als Sohn von Gottlob Förtsch, Direktor des dortigen Domgymnasiums, und dessen Frau Aline geb. Ziesler geboren. Nach Erlangung des Abiturs im März 1859 widmete er sich zunächst in Eisleben dem Bergbau, schlug aber bereits 1860 eine militärische Laufbahn ein. Er meldete sich freiwillig zum Magdeburger Festungs-Artillerie-Regiment No. 4 und wurde 1861 zum Leutnant befördert. 1864 nahm er im Deutsch-Dänischen Krieg an der Belagerung der Düppeler Schanzen teil, im Deutschen Krieg von 1866 an den Schlachten bei Münchengrätz und Königgrätz. 1869 heiratete Förtsch Friederike geb. Steinbrück. Mit ihr hatte er zwei Söhne und zwei Töchter. Später wurde er nach Mainz und Kastel versetzt. Im Deutsch-Französischen Krieg von 1870/71 diente er in der ersten leichten Reserve-Batterie der Division Kummer und nahm unter anderem an der Schlacht von Noisseville teil. 1873 wurde Förtsch zum Hauptmann befördert. Er übersiedelte nach Kassel und lehrte an der dortigen Kriegsschule. In den nächsten Jahren folgten mehrere Garnisonswechsel. Förtsch diente zunächst in Frankfurt (Oder), dann in Stettin, Bromberg und zuletzt in Graudenz. 1884 wurde er zum Major befördert, 1886 zum Abteilungskommandeur. 1888 nahm er seinen Abschied vom Militär.
Förtsch übersiedelte nun nach Halle und begann mit fast 50 Jahren an der Universität Halle-Wittenberg ein Studium der Geologie-Mineralogie und der Geschichte. Am 5. März 1892 promovierte er mit der Arbeit Die Entstehung der ältesten Werkzeuge und Geräthe und erhielt die Note summa cum laude. 1897 wurde ihm die Stelle des Direktors des Provinzialmuseums Halle angeboten, nachdem der bisherige Direktor Julius Schmidt verstorben war. Förtsch lehnte aber zunächst ab, da er als ehrenamtlicher Stadtrat tätig war und dieses Amt ihn zu sehr beanspruchte. So wurde zunächst der Kunsthistoriker Rudolf Kautzsch neuer Museumsdirektor. Als dieser jedoch nach nur elf Monaten nach Leipzig wechselte, übernahm Förtsch am 1. Januar 1899 schließlich doch die Leitung des Provinzialmuseums. In den folgenden Jahren führte er zahlreiche Ausgrabungen durch.
Förtsch war Vorsitzender oder zweiter Vorsitzender mehrerer Vereine, u. a. des Harzvereins. 1894 wurde er zum Mitglied (Matrikel-Nr. 3038) der Deutschen Akademie der Naturforscher Leopoldina und 1903 zum Mitglied der Historischen Kommission der Provinz Sachsen und des Herzogtums Anhalt ernannt. Er war Herausgeber der Mitteilungen aus dem Provinzial-Museum der Provinz Sachsen zu Halle a.d. Saale und der Jahresschrift für die Vorgeschichte der sächsisch-thüringischen Länder. Am 22. Oktober 1905 starb Oscar Förtsch nach kurzer, schwerer Krankheit. Er wurde auf dem Nordfriedhof in Halle beigesetzt. Sein Nachfolger als Museumsdirektor wurde Karl Reuß.

## Schriften
- Das hallesche Altertumsmuseum (Museum für heimatliche Geschichte und Altertumskunde der Provinz Sachsen) (o. J.)
- Die Entstehung der ältesten Werkzeuge und Geräthe (1892)